# Sport sângeros
Bloodsport (de asemenea, cunoscut sub numele de Sport sângeros) este un film american de acțiune și arte marțiale din 1988, regizată de Newt Arnold, cu Jean-Claude Van Damme, Bolo Yeung, Roy Chiao, Donald Gibb și Leah Ayres. Filmul este parte ficțiune și, în parte, se bazează pe viața artistului marțial american Frank Dux. Bloodsport a fost prima bandă a lui Van Damme ca protagonist, în care și-a arătat abilitățile fizice cu mișcări ca lovitura de zbor al unui elicopter, care va deveni mai târziu, lovitura lui caracteristică, și split plin. 
Deși banda a ajuns la un modest succes la box-office în u.s., este considerat un film cult de arte marțiale din lume, pentru că vă va arăta diferite stiluri internaționale de luptă cum ar fi kung fu, muay thai, karatcalibree și hapkido, printre altele.

## Argument
Bazat pe evenimente reale din viața canadianului Frank W. Dux (Jean-Claude Van Damme) între anii 1975, 1980 și 1981, care a fost instruit în arta Ninjutsu de Sensei Tanaka învățând tehnici precum Dim Mak modelului propriu chinez de arte, și, de asemenea, controla energiei vitale (CHI sau KI) și, astfel, să fie capabil de a simți, de asemenea, a adversarului său.
În principal, pentru a onora și mulțumi antrenamentul pe care profesorul i l-a dat în loc de fiul său, recent decedat, Dux merge la Hong Kong pentru a participa la un turneu ilegal de stil liber de lupte în arte marțiale, eliminare directa și, ocazional, de moarte numit Kumite de full contact, în care cei mai buni exponenți ai lumii din Arte Marțiale sunt clandestin invitati la fiecare cinci ani.
După sosirea lui în Hong Kong, Dux se intalneste cu un alt american participant, Ray Jackson, care devine prieten. În plus, este implicat cu jurnalista americana Janice Kent, care investighează secretele din spatele turneului.
Pe măsură ce turneul avansează, Dux învinge adversarii multiple, printre care și un luptător Sirian, și un luptător de Sumo, avansând în acest mod pentru a treia și ultima zi de concurs, la confruntare cu actualul campion al turneului, sud-coreanul Chong Li (Bolo Yeung), un om cu tendința de a răni excesiv adversarii lui, și, uneori, chiar sa-i omoare in propria platformă de luptă, și, de asemenea, l-a trimis pe Ray Jackson la spital după o bătaie între ambi cea de-a doua zi a turneului.Incapabil de al învinge pe Dux curat, Chong Li scoate din hainele lui un praf pe care il orbeste e Dux, dar acesta recupereaza controlulu luptei fără ajutorul vederi. Punctul culminant al confruntării dintre cei doi vine atunci când Dux reușește să se conecteze patru spectaculoase lovituri, care afectează stomacul lui Chong Li, lăsându-l pe margine K. O. și forțându-l să se predea pentru a deveni primul occidental în a câștiga astfel de turneu brutal. Filmul se încheie cu Dux revenind la Statele unite ale americii, în timp ce pe ecran apar date reale de înregistrări care deține încă realul Frank Dux, printre care K. O. cel mai rapid.

## Distributie
- Jean-Claude Van Damme: Frank W. Dux, protagonistul istoriei, călătorește la Hong Kong cu scopul de a câștiga turneul de Kumite pentru onoarea maestrului său Senzo Tanaka. Stilul său de luptă este shotokan karate.
- Donald Gibb: Ray Jackson, un mare și puternic luptător american care il cunoaste pe Dux înainte de turneu și devine marele său prieten. Stilul său este un amestec de lupte și lupte de stradă.
- Ken Siu (ca Kenneth Siu): Victor.
- Bolo Yeung: Chong Li, actualul campion de Kumite. Nu a fost niciodată bătut și deține toate recordurile de Kumite, inclusiv K. O. mai rapid. Este un luptător foarte temut din cauza a totala lui lipsă de scrupule și brutalitatea lui.
- Leah Ayres: Janice Kent, o jurnalista care călătorește la Hong Kong pentru a scrie un articol despre Kumite și va face tot ce este posibil pentru a accesa în turneu.
- Roy Chiao: Senzo Tanaka, maestrul lui Dux, de la care el învață toate cunostintele sale de arte martiale.
- Lily Leung: Doamna Tanaka.
- Norman Burton: Helmer, unul dintre agenții trimiși de guvernul american pentru al aduce pe Dux înapoi.
- Forest Whitaker: Rawlins, colegul lui Helmer, mai agresiv și impulsiv decât aceasta.
- Philip Chan(陳欣健): Căpitanul Chen, șeful poliției din Hong Kong. A încercat să-l oprească pe Dux.
- Nathan Chkueke: Sen Ling, luptător de kung-fu.
- Michael Qissi: Suan Paredes, boxerul brazilian.
- Samson Li: Budimam Prang, luptător de muay thai, este primul adversar a lui Chong Li.
- Bernard Mariano: Sadiq Hossein.
- Dennis Chiu: Chuan Ip Mung, luptător de kung fu chinezesc, unul dintre dintre luptatori ce au ajuns mai departe.
- Steve Daw: El însuși.
- Paulo Tocha: Paco, un luptător spaniol de muay thai, care reușește să meargă departe în turneu prin înfrângerea brutală a adversarilor lui.
- David Ho: Pumola.
- Ng Yuk Shu: El însuși.
- Joao Gamez: Joao Gomez/el însuși.
- Eric Neff: Ricardo Morra.
- A. P. George: Arbitru/Judecator.

## Referinte
1. ↑   http://www.imdb.com/title/tt0092675/, accesat în 12 aprilie 2016 Lipsește sau este vid: |title= (ajutor)
2. ↑   https://web.archive.org/web/20160303184900/http://razzies.com/asp/content/XcNewsPlus.asp?cmd=view&articleid=28, arhivat din original la |archive-url= necesită |archive-date= (ajutor), accesat în 2 decembrie 2019 Lipsește sau este vid: |title= (ajutor)
3. ↑  „Bloodsport”. The Numbers. Arhivat din original la 14 martie 2014. Accesat în 17 iunie 2014.
4. ↑  Thompson, Anne (27 august 1989). „Punch Lineage”. The Chicago Tribune. Arhivat din original la 15 octombrie 2016. Accesat în 15 octombrie 2016.